# Oblíkačky
Oblíkačky (anglicky Dress Up) jsou počítačové a mobilní hry určené převážně pro děti. Oblíbené jsou zejména u děvčat. Cílem hry je obvykle obléct postavu či zvíře co nejstylověji. V éře flashových her byly oblíkačky velmi rozšířené a daly se hrát zdarma ve webovém prohlížeči. Tento žánr byl zčásti oživen roku 2024 díky úspěchu hry Dress to Impress na platformě Roblox.
Papírovým vystřihovánkám či nálepkám sloužícím ke stejným účelům se říká oblékačky.